# 북대전 나들목

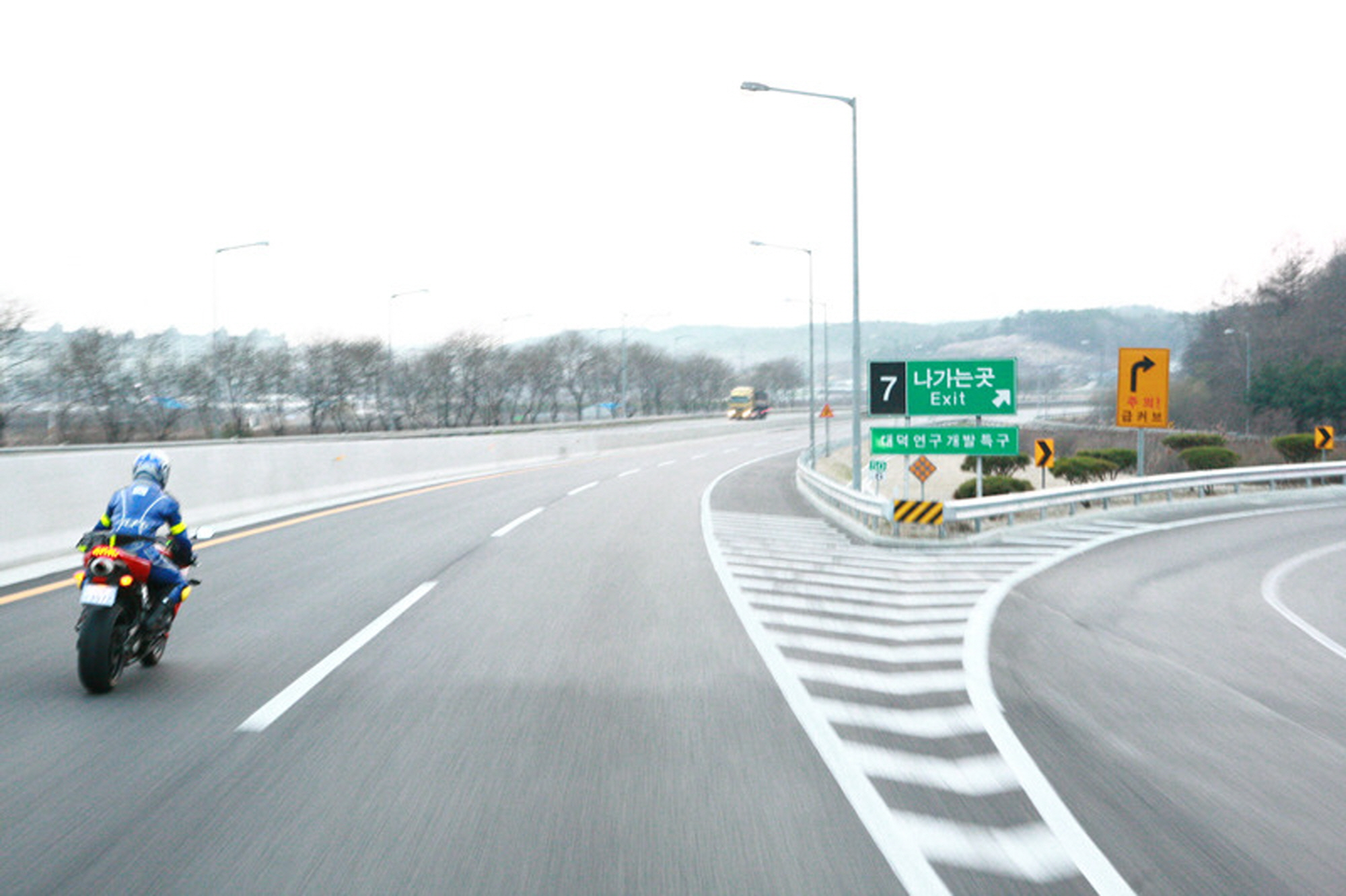
북대전 나들목 출구 표지

북대전 나들목(N.Daejeon IC)은 대전광역시 유성구 화암동, 관평동에 걸쳐 있는 호남고속도로지선의 7번, 그리고 서산영덕고속도로의 나들목이다. 이곳에서 정부대전청사와 엑스포과학공원, 대덕연구단지, 국립중앙과학관, 한국과학기술원, 한국기계연구원 등으로 갈 수 있으며, 인근에는 한국원자력연구원과 대덕연구개발특구가 있다. 요금소 명칭은 북대전(대덕특구) 요금소이다.

## 명칭
1992년 나들목 건설 계획 당시에는 화암동 나들목이라는 가칭으로 계획되었으며 1993년 개통할 때는 대전 엑스포 행사장으로 바로 진입하는 관문 역할을 하기 위해 이 나들목이 개통되었기 때문에 엑스포 나들목이라는 명칭이 병기된 방식으로 개통되었다. 1993년 11월 7일 대전 엑스포가 끝난 이후 2001년 4월에 병기 명칭이 대덕밸리로 변경되었고, 2006년에는 대덕테크노밸리(대덕특구)를 홍보하기 위해 병기 명칭이 현재의 대덕특구로 변경되어 요금소에 표기하고 있다.

## 연혁
- 1992년 3월 16일 : 화암동 나들목 건설로 인해 대전직할시 유성구 화암동 ~ 용산동 1.4km 구간 도로구역 변경, 유성 나들목 요금소 차선 확장으로 인해 대전직할시 유성구 장대동 ~ 노은동 260m 구간 도로구역 변경[1]
- 1993년 7월 20일 : 엑스포(북대전) 나들목으로 개통[2]
- 2001년 4월 : 병기 명칭을 대덕밸리로 변경[3]
- 2001년 8월 25일 : 호남고속도로지선의 나들목으로 변경[4]
- 2006년 10월 : 병기 명칭을 대덕특구로 변경[5]

## 구조물 정보
- 위치: 대전광역시 유성구 화암동, 관평동
- 영업소: 대전광역시 유성구 호남지선고속도로 51 (화암동)

## 접속하는 도로
- 대덕대로 (국가지원지방도 제32호선, 국가지원지방도 제57호선)

## 교통량 정보
| 요금소          | 통행량 (대/일) | 통행량 (대/일) | 통행량 (대/일) | 통행량 (대/일) | 통행량 (대/일) | 통행량 (대/일) | 통행량 (대/일) | 통행량 (대/일) | 통행량 (대/일) | 통행량 (대/일) | 각주  |
| 요금소          | 2001년         | 2002년         | 2003년         | 2004년         | 2005년         | 2006년         | 2007년         | 2008년         | 2009년         | 2010년         | 각주  |
| --------------- | -------------- | -------------- | -------------- | -------------- | -------------- | -------------- | -------------- | -------------- | -------------- | -------------- | ----- |
| 북대전 (폐쇄식) | 7,716          | 8,990          | 9,685          | 9,644          | 9,877          | 10,274         | 10,645         | 10,513         | 11,720         | 12,743         | [ 6 ] |
| 요금소          | 2011년         | 2012년         | 2013년         | 2014년         | 2015년         | 2016년         | 2017년         | 2018년         | 2019년         |                | [ 6 ] |
| 북대전 (폐쇄식) | 12,906         | 12,992         | 13,455         | 13,771         | 14,467         | 14,311         | 14,069         | 13,939         | 14,172         |                | [ 6 ] |